# Фашист (газета)
«Фашист» — ежемесячная газета, основанная Анастасием Вонсяцким в августе 1933 года, выходившая до июля 1941 года в Патнэме (США). Газета распространялась среди русских эмигрантов по всему миру.

## История
Первый номер газеты вышел в августе 1933 года, тиражом 2000 экземпляров. Главным редактором газеты был Д. И. Кунле. В выходных данных указывалось, что газета является органом Всероссийской фашистской организации (ВФО). Газета «Фашист» выходила на регулярной основе, редакция практически всегда выдерживала заявленный ежемесячный интервал выхода. Каждый выпуск газеты имел тираж 10 000 экземпляров. В 1938—1939 годах в выходных данных указывалось, что газета является органом Всероссийской национал-революционной партии.

## Содержание
Издание имело газетный формат, но печаталось на дорогостоящей глянцевой бумаге. Содержание газеты составляли публикации отчётов о деятельности партии, а также исторические повествования. Большое внимание в газете уделялось событиям Гражданской войны, восхвалению Белой армии и её командиров. Многие материалы в газете были анонимными, чтобы избежать репрессий со стороны советских агентов. Вместо этого статьи были подписаны «фашкор» (сокращение от «фашистский корреспондент») с указанием номера партийного билета автора и его географическим положением. Используя такие псевдонимы, «Фашист» создавал впечатление об огромной глобальной сети русских фашистских агентов в эмиграции, а также сети диверсантов в Советском Союзе. В действительности, корреспондентами газеты было довольно ограниченное число русских эмигрантов.